# Gamochaeta calviceps
Gamochaeta calviceps é uma espécie de planta com flor pertencente à família Asteraceae. 
A autoridade científica da espécie é (Fernald) Cabrera, tendo sido publicada em Boletín de la Sociedad Argentina de Botánica 9: 368. 1961.

## Portugal
Trata-se de uma espécie presente no território português, nomeadamente em Portugal Continental, no Arquipélago dos Açores e no Arquipélago da Madeira.
Em termos de naturalidade é introduzida nas três regiões atrás referidas.

## Protecção
Não se encontra protegida por legislação portuguesa ou da Comunidade Europeia.